# L'Abadia (Horta de Sant Joan)
L'Abadia és una obra amb elements gòtics d'Horta de Sant Joan (Terra Alta) inclosa a l'Inventari del Patrimoni Arquitectònic de Catalunya.

## Descripció
És una edificació adossada a l'església parroquial i a l'Ajuntament. Feta amb carreus de mides diverses, la façana principal, que dona a la plaça, és de petites dimensions i conserva una portada d'arc de mig punt adovellat, amb impostes, i una petita finestra al damunt. Dona accés a un rebedor i a l'habitatge principal, amb diverses cambres i passadissos.
L'altra façana, amb carreus més irregulars, presenta als baixos un magatzem.

## Història
Al magatzem al qual s'hi accedeix per una de les façanes s'hi van representar, ja fa temps, diversos espectacles teatrals. Fa uns anys es va plantejar instal·lar-hi un museu d'útils popular per iniciativa privada i el 2019 es va arribar a un conveni entre el Bisbat i l'Ajuntament per instal·lar-hi el Centre Picasso, tot i que el 2021 encara seguia a la seva ubicació anterior a l'Hospital.